# Ісенґард
 Ісенґард (англ. Isengard [ˈaɪː.zɛn.ɡɑrd], давн-англ. Īsen-ġeard [ˈiːzenjæɑrd]) — у легендаріумі Дж. Р. Р. Толкіна фортеця в долині Нан-Курунір на південному краю Імлистих гір, одна з головних у Середзем'ї. Слово «Ісенґард» є перекладом на мову рогіримів (якій Толкін надав схожості з англо-саксонською) синдаринського Анґреност (синд. Angrenost, «Залізна Фортеця»).

## Розташування
Ісенґард був частково природним гірським утворенням, а частково творінням рук нуменорців. Фортеця була оперезана кільцем кам'яних стін висотою не більше 100 футів (близько 30 метрів) з єдиними воротами, розташованими на півдні. Від воріт вела дорога до бродів на річці Ізен. Внутрішній простір являв собою коло діаметром в милю, спочатку наповнену зеленню, фруктовими деревами, які живилися від потоків, які збігали з гір до озера, але в часи панування Сарумана зелені вже не було. У центрі кільця стояла вежа Ортганк заввишки понад 500 футів (близько 150 метрів), одна з трьох найважливіших веж Ґондору (дві інші перебували в Мінас Анорі і Мінас Ітілі).
Фортеця була побудована нуменорцями «у дні їх могутності» й була частиною Ґондору, разом із землями Каленардону. Навіть після передачі цих земель народу Еорла Ісенґард залишався фортецею Ґондору, що охороняється ґондорською вартою на чолі з Капітаном (цей титул передавався у спадок), а ключі від Ортганка зберігалися у намісника Ґондору. Двома милями південніше воріт Ісенґард була гребля та зовнішня огорожа, що тяглася між пагорбами, якими закінчувалися Імлисті гори. Усередині цієї огорожі були оброблені землі людей, які живуть у фортеці.

## Історія
Коли Ґондор ослаб, Ісенґард, який охороняв прохід між Білими та Імлистими горами, довелося залишити. У 2710 Третьої Епохи фортеця була зайнята дунландцями, але вже у 2759 вони були вибиті звідти, і в тому ж році Саруман прийшов до Рогірими з дарами та зайняв Ісенґард з дозволу Берена, Намісника Ґондору. Від нього ж Саруман отримав ключі від Ортганку. Відтоді долину Ізенґард стали називати Нан-Курунір.
Таким чином спочатку Саруман був лише командиром людей Ґондору, який формально підпорядкорюється Наміснику. Але в 2953 він оголосив Ісенґард своєю власністю й почав зміцнювати його, зробивши великі перебудови. Саме тоді гаї були зрубані, а ставок висушено і засипано. У фортечних стінах пробили численні тунелі, які стали казармами для армії Сарумана. Кузні та інші майстерні розташовувалися під землею. Приблизно в цей же час у Мордорі знову відбудовано Барад-Дур.
У 3019, після того, як Саруман зазнав поразки у війні з Роганом, енти затопили внутрішній простір водою річки Ісен, а потім зруйнували кільцеву стіну. Ортганк зруйнувати не вдалося. Домовившись з очільником Ентів Фанґором, Саруман покинув вежу, віддавши ключі від неї, які були потім передані Араґорну. Згодом Араґорн передав усю долину, крім Ортганку, у відання Ентів з умовою наглядати за вежею. Потім на місці Ізенґарду був розбитий сад, через який протікала річка, впадаючи в озеро, яке оточувало Ортганк.